# Tablice rejestracyjne w Kazachstanie

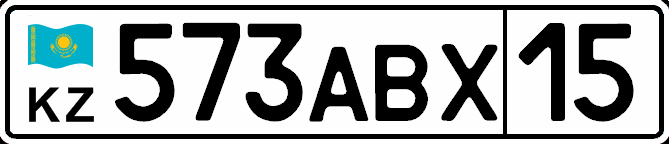
Tablica pojazdów prywatnych

Obecny format tablic rejestracyjnych pojazdów w Kazachstanie wykorzystuje czarne litery na białym tle z flagą Kazachstanu i kodem kraju KZ po lewej stronie. Dwucyfrowy numer kierunkowy znajduje się na kwadracie po prawej stronie, a pozostała część tablicy ma format 111AAA. Format ten został wprowadzony w 2011 roku i był wdrażany od sierpnia 2012 roku.

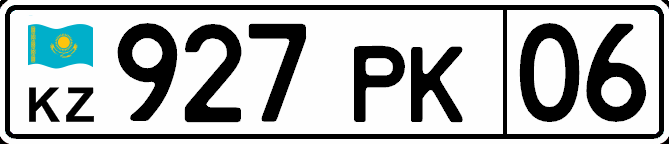
Tablica pojazdów nieprywatnych

## Tablice do sierpnia 2012

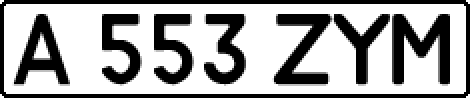
Tablica rejestracyjna Kazachstanu dla Ałmaty

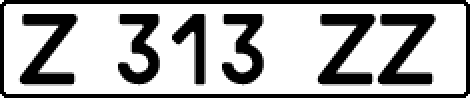
Tablica dla pojazdów nieprywatnych

W tym formacie tablic rejestracyjnych pojazdów w Kazachstanie zastosowano czarne litery na białym tle. Każda tablica rejestracyjna składała się z pojedynczej litery identyfikującej obszar oraz trzech cyfr i dwóch liter identyfikujących nieprywatny samochód (na przykład: A 001 AA) lub z pojedynczej litery identyfikującej obszar oraz trzech cyfr i trzech liter identyfikujących konkretny samochód (na przykład: A 585 CUO).
Istnieją również specjalne tablice rejestracyjne. Samochody zarejestrowane na osoby i organizacje spoza Kazachstanu mają tablice rejestracyjne z czarnymi literami na żółtym tle. Pojazdy dyplomatyczne używają tablic rejestracyjnych z białymi literami na czerwonym tle.

### Kody regionalne[1][2]
| Nowy wyróżnik | Stary wyróżnik | Miasto/Obwód                 |
| ------------- | -------------- | ---------------------------- |
| 01            | Z              | Astana                       |
| 02            | A              | Ałmaty                       |
| 03            | C, O, W        | Akmoła                       |
| 04            | D              | Obwód aktobski               |
| 05            | B, V           | Obwód ałmacki                |
| 06            | E              | Obwód atyrauski              |
| 07            | L              | Obwód zachodniokazachstański |
| 08            | H              | Zhambyl Region               |
| 09            | K, M           | Obwód karagandyjski          |
| 10            | P, W           | Obwód kustanajski            |
| 11            | N              | Obwód kyzyłordyński          |
| 12            | R              | Obwód mangystauski           |
| 13            | X              | Obwód turkiestański          |
| 14            | S              | Obwód pawłodarski            |
| 15            | O, T           | Obwód północnokazachstański  |
| 16            | F, U           | Obwód wschodniokazachstański |
| 17            | -              | Szymkent                     |
| 18            | -              | Obwód abajski                |
| 19            | -              | Obwód żetyski                |
| 20            | -              | Obwód ułytauski              |

### Kody na tablicach rządowych
| Wyróżnik      | Organizacja                                              |
| ------------- | -------------------------------------------------------- |
| 01            | Prezydent                                                |
| 02            | Premier                                                  |
| 03            | Mazhilis                                                 |
| 04            | Senat                                                    |
| 05            | sekretarz stanu                                          |
| AV, AST       | Rząd i administracja, senatorowie                        |
| SK            | Bezpieczeństwo Prezydenta („Bezpieczeństwo Kazachstanu”) |
| NS            | bezpieczeństwo narodowe                                  |
| АС (AW*, KP*) | MSW                                                      |
| SP*           | Policja skarbowa (Salyk policijasy)                      |
| ТC*           | Komisja Celna                                            |
| wiceprezes*   | Samochód miejski Ałmaty                                  |
| PK*           | Prokurator Generalny                                     |
| АА            | Akym (szef regionu)                                      |
| 1             | Akym (szef regionu)                                      |
| 2-120         | Akym miasta (i ich biuro)                                |

### Kody na tablicach z czasów sowieckich[2]
| Wyróżnik | Miasto/Obwód                  |
| -------- | ----------------------------- |
| АК       | Obwód akmolski                |
| ЦЛ       | Obwód akmolski                |
| АП       | Obwód ałmacki                 |
| АТ       | Ałmaty                        |
| АЮ       | Obwód aktobski                |
| ВА       | Obwód wschodniokazachstański  |
| ВК       | Obwód wschodniokazachstański  |
| ГУ       | Obwód atyrauski               |
| ГТ       | Obwód atyrauski               |
| ДЖ       | Obwód żambylski               |
| ДК       | Obwód jekazgański             |
| ЗК       | Obwód zachodniokazachstański  |
| КЗ       | Obwód kyzyłordyński           |
| КТ       | Obwód kokczetawski            |
| КЩ       | Obwód kustanajski             |
| МШ       | Obwód mangystauski            |
| НЖ       | Obwód kustanajski             |
| ПА       | Obwód pawłodarski             |
| СК       | Obwód północnokazachstański   |
| СП       | Obwód semipałatyński          |
| ТГ       | Obwód turgajski               |
| ТК       | Obwód tałdykurgański          |
| УТ       | Obwód zachodniokazachstański  |
| ЧМ       | Obwód wschodniokazachstański  |
| ША       | Obwód atyrauski               |
| ЮК       | Obwód południowokazachstański |